# 米神漁港

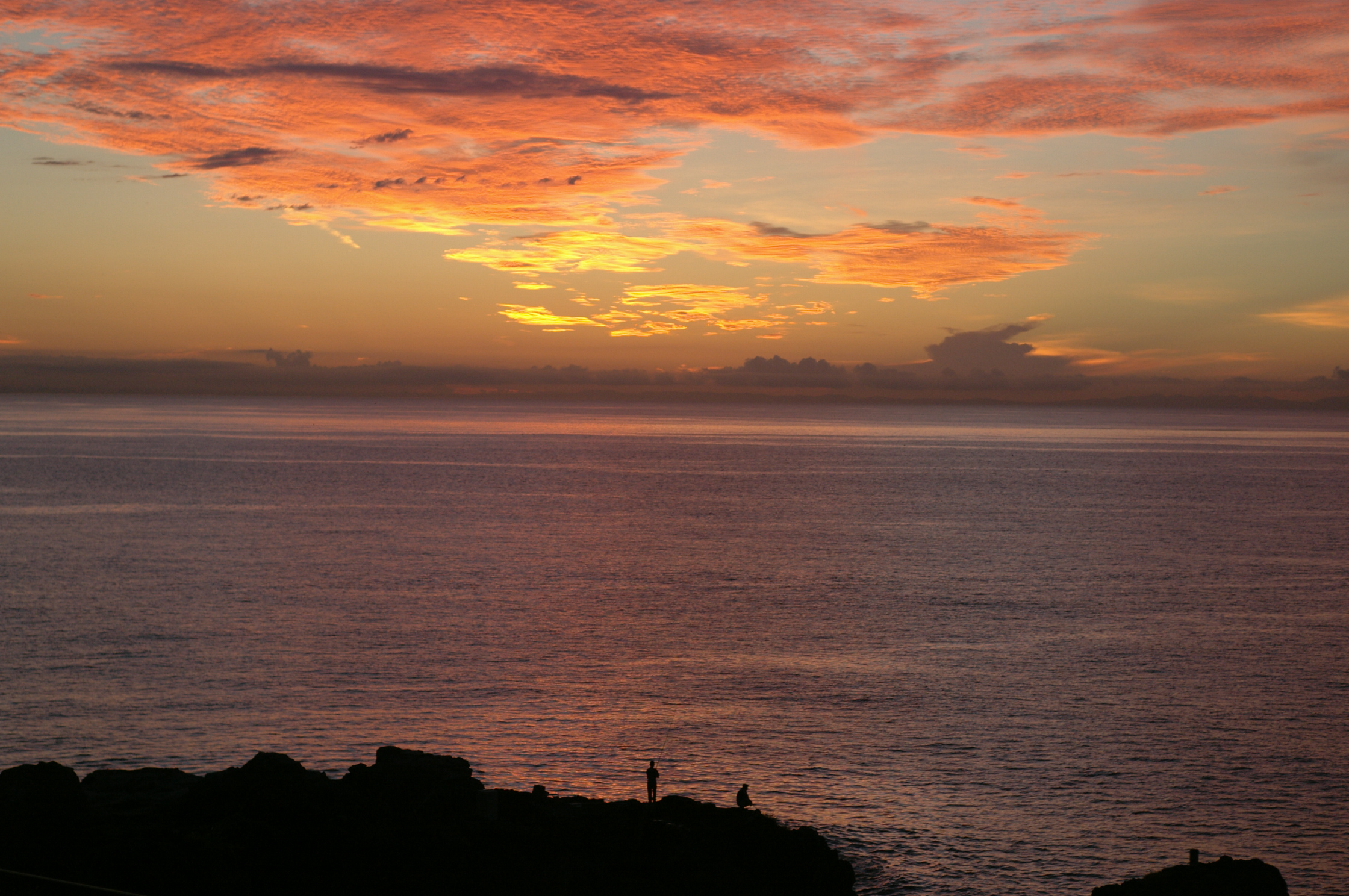
夜明けの米神漁港（2008年8月7日撮影）

米神漁港（こめかみぎょこう）は、神奈川県小田原市にある第1種漁港である。

## 概要
- 管理者 - 小田原市
- 漁業協同組合 - 小田原
- 組合員数 - 48名（2001年（平成13年）12月）
- 漁港番号 - 2110140

## 沿革
- 1952年12月29日 - 第1種漁港に指定

## 主な魚種
- サザエ
- エビ類

## 主な漁業
- 刺し網漁業